# Durinn

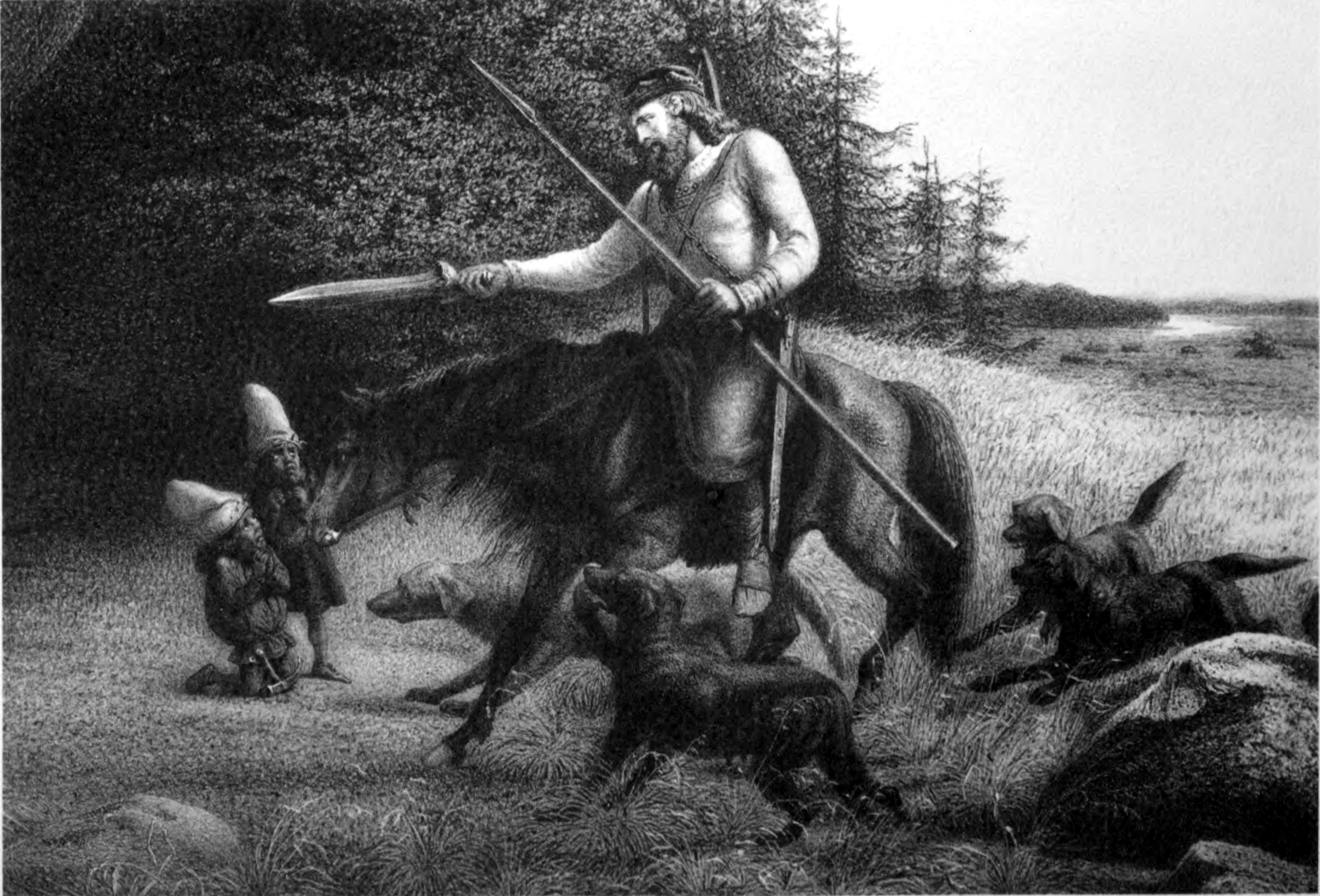
Svafrlami costringe Durinn e Dvalinn a forgiare Tyrfing
Illustrazione di Lorenz Frølich, 1906

Durinn (inglese: Durin), secondo la mitologia norrena, era uno dei due nani che forgiarono la spada magica Tyrfing.

## Fonti mitologiche
Il mito più importante associato a questa figura è descritto nella redazione H della Saga di Hervör. In essa Svafrlami, re di Garðaríki, obbligò Durin (indicato Dulinn)  assieme a Dvalin, a forgiargli la spada invincibile Tyrfing. Riconquistata la liberà, i nani maledirono la spada. Tyrfing è presente in un lungo ciclo di saghe successive.
Tra i racconti più antichi, Durinn viene citato nel Vǫluspá:
mörg of gerðu

dverga í iörðu,

sem Durinn sagði.

Nýi ok Niði,

Norðri, Suðri,

Austri, Vestri,

Alþiófr, Dvalinn,

Bívurr, Bávurr,

Bömburr, Nori,

Ánn ok Ánarr,

Ái, Miöðvitnir.»
molti furono fatti,

nani dalla terra;

come Durinn diceva.

Nýi e Niði,

Norðri, Suðri,

Austri, Vestri,

Alþiófr, Dvalinn,

Bívurr, Bávurr,

Bömburr, Nori,

Ánn e Ánarr,

Ái, Miöðvitnir.»
(Edda poetica - Völuspá - Profezia della Veggente)
Riappare nel Gylfaginning nella lista dei nani (Dvergatal), quale secondo creato dopo il capostipite Móghsognir.

## Nella cultura moderna
Lo scrittore J.R.R. Tolkien ha tratto ispirazione dalla lista dei nani presente nel Gylfaginning per creare alcuni personaggi fantasy. Il nome anglicizzato, Durin, corrisponde a un re dei nani presente nelle sue opere.
Dal personaggio mitologico deriva anche nome del cratere Durinn, su Callisto.